# Base aérienne de Laikipia
La base aérienne de Laikipia est une base de l'armée de l'air kenyane située à environ 8 kilomètres au nord-ouest de Nanyuki, dans le comté de Laikipia au Kenya.
La base est créée en 1974 sous le nom de base aérienne de Nanyuki, avant d'être reprendre le nom du comté où elle se trouve.

## Historique
Début avril 1942, la No. 72 Operational Training Unit de la Royal Air Force s'installe sur la base aérienne de Nanyuki, après avoir quitté Wadi Gazouza, au Soudan. L'unité déploie des Bristol Blenheim, des Martin Baltimore et des Douglas Boston.
La base de Nanyuki est utilisée pour des opérations anti-Mau Mau en 1953 et 1954.
Le 25 février 1974, la base aérienne de Nanyuki est inaugurée par l'armée de l'air kenyane, et devient l'aérodrome principal pour ses avions de chasse. En juin 1974, la flotte de BAC Strikemaster de la force aérienne kenyane est transférée de la base aérienne d'Eastleigh (plus tard rebaptisée KAF Eastleigh) à la base aérienne de Nanyuki. La même année, l'armée achète six avions de combat Hawker Hunter à la Royal Air Force et les installe sur la base aérienne de Nanyuki. En 1978, les Northrop F-5 Freedom Fighter entrent en service dans l'armée de l'air kenyane, ces derniers sont basés à Nanyuki. L'année suivante, la base accueille la flotte d'appareils d'entraînement au pilotage Hawker Siddeley Hawk.
Après le coup d'État manqué du 1er août 1982, perpétré par un groupe d'officiers des forces aériennes, l'armée de l'air kenyane est dissoute et placée sous le contrôle des Forces de défense du Kenya. Durant cette période, la base d'Eastleigh est rebaptisée base aérienne de Moi, et la base de Nanyuki devient la base aérienne de Laikipia.
En août 2014, des hommes armés font irruption à l'une des portes de l'aérodrome et ouvrent le feu. Un soldat est blessé.

### Présence britannique
En 2015, le Royaume-Uni lance un projet d'infrastructure visant à relocaliser le siège de son unité d'entraînement de la British Army au Kenya, appelée British Army Training Unit Kenya (en) (BATUK), vers la base aérienne de Laikipia. Le quartier général est situé dans une zone désignée "Base aérienne de Laikipia Est". Auparavant, il était situé sur un terrain loué à la Société agricole de Nanyuki, et devait libérer le terrain chaque année pour laisser la place à un salon agricole. La nouvelle installation sur la base dispose désormais d'installations permanentes sur un terrain loué directement au gouvernement kenyan. Le BATUK est utilisé pour former environ 10 000 soldats britanniques par an et dispose de 300 personnels permanents.